# BASF Schwarzheide
Die BASF Schwarzheide GmbH ist ein 100-prozentiges Tochterunternehmen der BASF SE. Es liegt im Braunkohleabbaugebiet der Lausitz in Schwarzheide. Das Werk wurde 1935 als Hydrierwerk Schwarzheide (Ruhland) zur Herstellung von synthetischem Benzin aus Braunkohle im Fischer-Tropsch-Verfahren errichtet und dient seit 1972 vor allem der Polyurethanproduktion.
Nach Ludwigshafen zählt der Lausitzer Produktionsstandort zu den größten europäischen Standorten innerhalb der BASF-Gruppe. Hierbei bilden 12 km Straßen und Brücken, 15 Produktionsanlagen und drei Infrastrukturanlagen das Herzstück des Standortes.
Bei der BASF Schwarzheide GmbH sind etwa 2000 Mitarbeiter beschäftigt, inklusive Drittfirmen sind es rund 3500 Mitarbeiter.

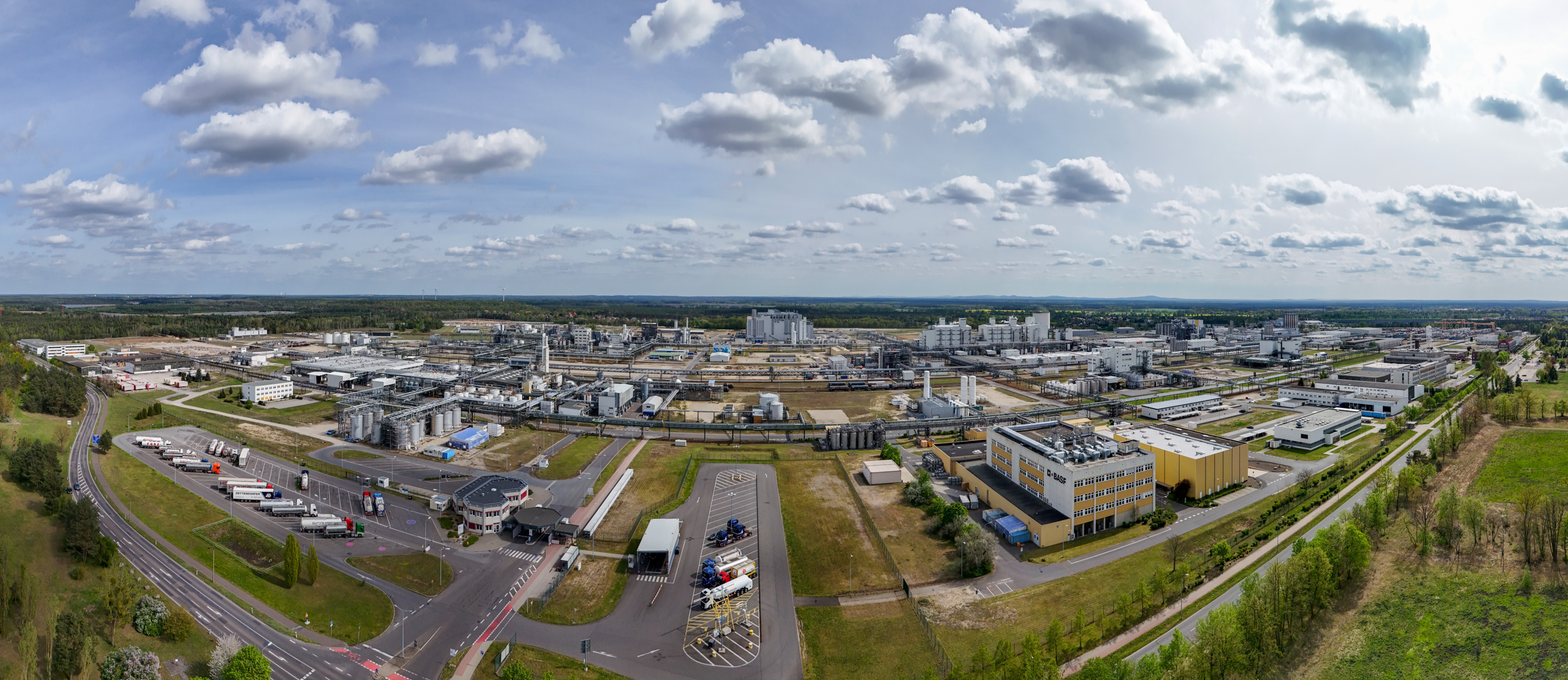
Luftbild-Panorama des Werks, 2024

## Produkte
Zum Produktportfolio der BASF Schwarzheide GmbH gehören Polyurethane, Technische Kunststoffe, Schaumstoffe, Pflanzenschutzmittel, Veredlungschemikalien und Lacke.

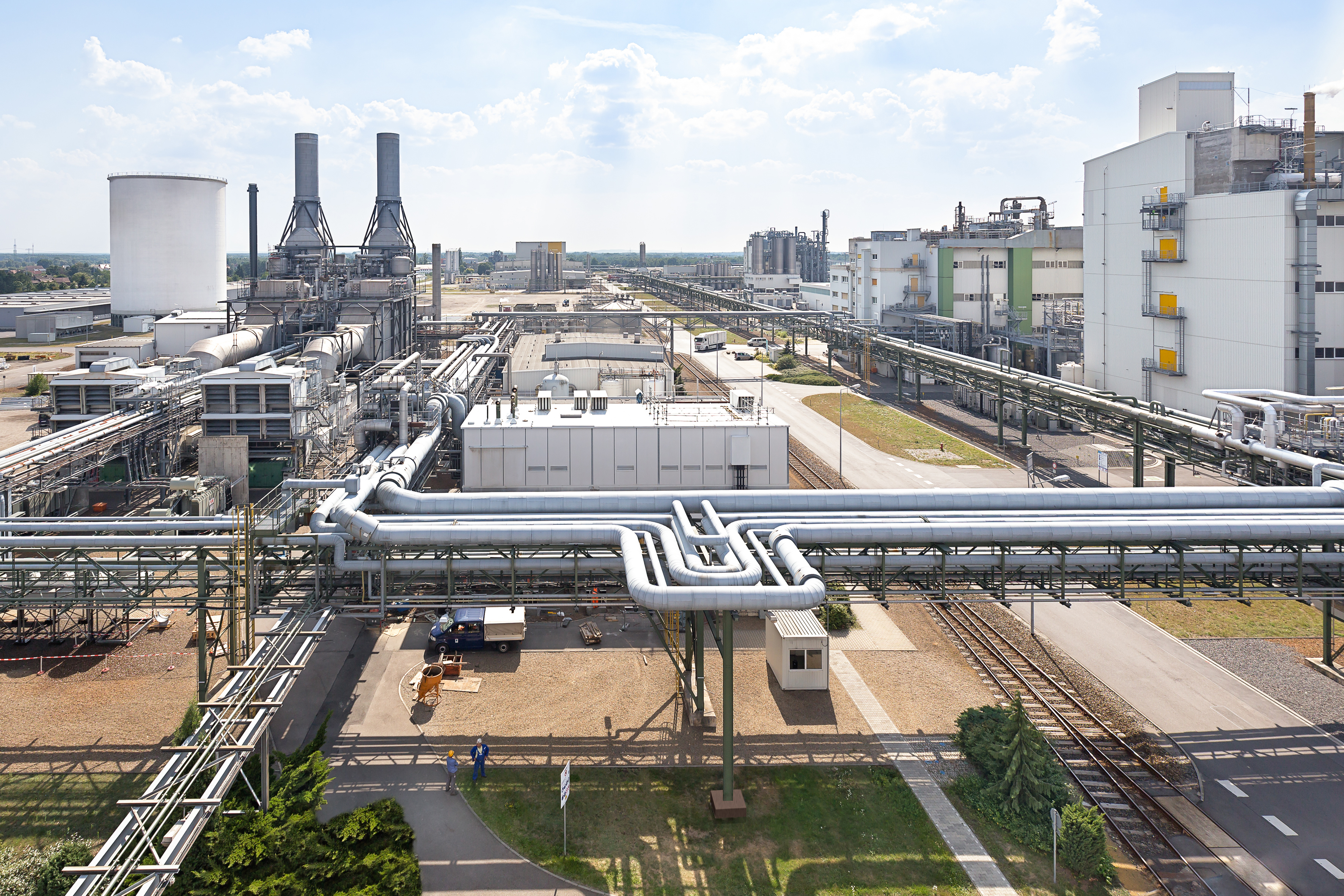
BASF Schwarzheide GmbH, Werksansicht (im Bild: links GuD-Kraftwerk, rechts F500-Anlage)

- Polyurethane – Basisrohstoffe für Bauteile
- Technische Kunststoffe – Ultradur®[3] – Polybutylenterephthalat (PBT) für belastbare Bauteile
- Schaumstoffe – universell einsetzbare Schaumstoffe Neopolen und Basotect
- Pflanzenschutzmittel – Fungizide – F 500®[4] Antimykotika
- Veredlungschemikalien – PU-Dispersionen und Laromere veredeln Produkte
- Lacke – Wasserbasislacke für Automobile[5]

## Geschichte

### Hydrierwerk BRABAG Ruhland-Schwarzheide (1935–1954)
Das Hydrierwerk BRABAG Schwarzheide wurde ab 1935 als dritter Betrieb der Braunkohle-Benzin Aktiengesellschaft (BRABAG) zwischen den Orten Schwarzheide und Ruhland errichtet und ging ab 1936 stufenweise in Betrieb. In den ersten Jahren noch nach dem benachbarten Eisenbahnknotenpunkt als BRABAG Ruhland benannt, diente es vor allem zur Gewinnung von synthetischen Kraftstoffen aus der örtlichen Braunkohle (Kohleverflüssigung) nach dem Fischer-Tropsch-Verfahren, um Deutschland unabhängig von ausländischen Ölquellen zu machen. Produziert wurden Autobenzine, Dieselöle, Schmieröle sowie deren Nebenprodukte Schwefel, Phenole und Paraffine.
Die BRABAG Schwarzheide wurde im Rahmen der Operation Frantic am 21. Juni 1944 durch einen Luftangriff von über 100 alliierten Bombern schwer getroffen und war am Ende des Zweiten Weltkriegs zu über 75 % zerstört. Vor allem zu Aufräumarbeiten und Reparaturen nach diesem und weiteren alliierten Luftangriffen wurden in der Zeit zwischen Juli 1944 bis April 1945 im Werk auch bis zu 1000 Häftlinge aus dem KZ Sachsenhausen und dem KZ Ravensbrück eingesetzt, die im von SS-Verbänden kontrollierten KZ-Außenlager Schwarzheide inhaftiert waren. Nach dem Potsdamer Abkommen wurde die BRABAG Schwarzheide 1946 eine Sowjetische Aktiengesellschaft (SAG) und erzeugte chemische Produkte für Reparationen an Polen und die Sowjetunion.

### VEB Synthesewerk Schwarzheide (1954–1990)

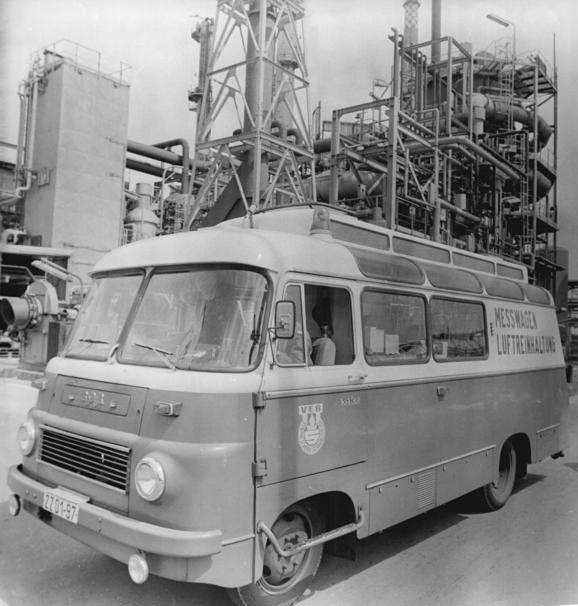
Messwagen für Luftverschmutzung des VEB Synthesewerk Schwarzheide, 1978

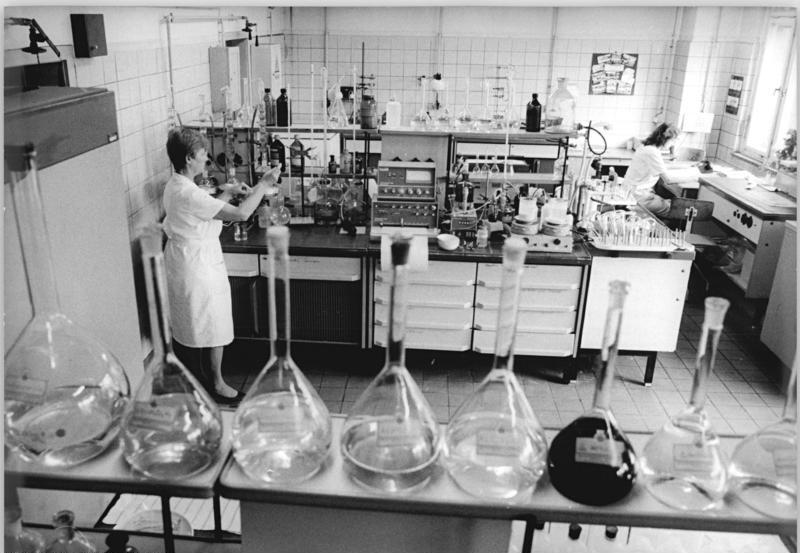
Umweltschutz-Wasseranalytik im Labor des VEB Synthesewerk Schwarzheide, 1990

Am 1. Januar 1954 wurde das SAG-Werk in die Hände der DDR übergeben und als VEB Synthesewerk Schwarzheide weiter betrieben. Die Benzinproduktion in Schwarzheide wurde 1971 eingestellt, dafür wurde ab 1973 mit der Polyurethan-Herstellung begonnen, dessen Produktion bis 1989 auf über 170.000 Tonnen jährlich ausgebaut wurde. Damit war das Werk der größte Betrieb zur Polyurethanherstellung in der Staatengruppe des RGW. Ab 1979 fungierte das Werk als Stammbetrieb des Kombinats Synthesewerk Schwarzheide.

### BASF Schwarzheide GmbH (1990 bis heute)
Der VEB Synthesewerk Schwarzheide, der einschließlich Auszubildender bis zu 6000 Arbeitsplätze hatte, wurde 1990 durch die BASF von der Treuhandanstalt erworben und firmiert seitdem als BASF Schwarzheide GmbH. In der Folge investierte BASF über 1,5 Milliarden Euro in die Infrastruktur sowie in neue oder bestehende Produktions-, aber auch Ver- und Entsorgungsanlagen. Zeitweise war hier auch die Polyurethanforschung des BASF-Konzerns konzentriert.
Die BASF Schwarzheide GmbH ist ein in Deutschland genehmigtes öffentliches Eisenbahnverkehrsunternehmen.
Im Juni 2023 wurde eine Produktion für Kathodenmaterialien eröffnet. Sie soll Kathodenmaterial für bis zu 400.000 Elektroautos pro Jahr produzieren.

## Engagement

### Kunst und Kultur
Die BASF Schwarzheide GmbH hat im eigenen Kulturhaus wechselnde Ausstellungen mit unterschiedlichsten Schwerpunkten. Das Jahr 2018 stand unter dem Thema: "The Art of Transformation – Die Kunst der Veränderungen". Des Weiteren ist der Lausitzer Standort Gastgeber regelmäßig wechselnder Konzerte.

### Musikförderpreis eco
Seit 2010 vergibt die BASF den Musikförderpreis eco an junge Künstler der Hochschule für Musik Carl Maria von Weber Dresden. Das Auswahlverfahren wechselt jährlich zwischen einem Wettbewerb an der Hochschule und einer Juryentscheidung. Der Name eco bedeutet Echo oder Nachhall (übersetzt aus dem Italienischen).

### Bildung und Wissenschaft
Mit unterschiedlichen Projekten versucht die BASF Schwarzheide GmbH den Nachwuchs für Naturwissenschaften zu begeistern. Hierbei unterstützt BASF als Hauptsponsor das Gläserne Labor im Deutschen Hygiene-Museum Dresden. Weitere Initiativen, die unterstützt oder gestiftet werden, sind: Jugend forscht, MINTregio und das Kindermuseum.